# Zimtbraunes Mausohr

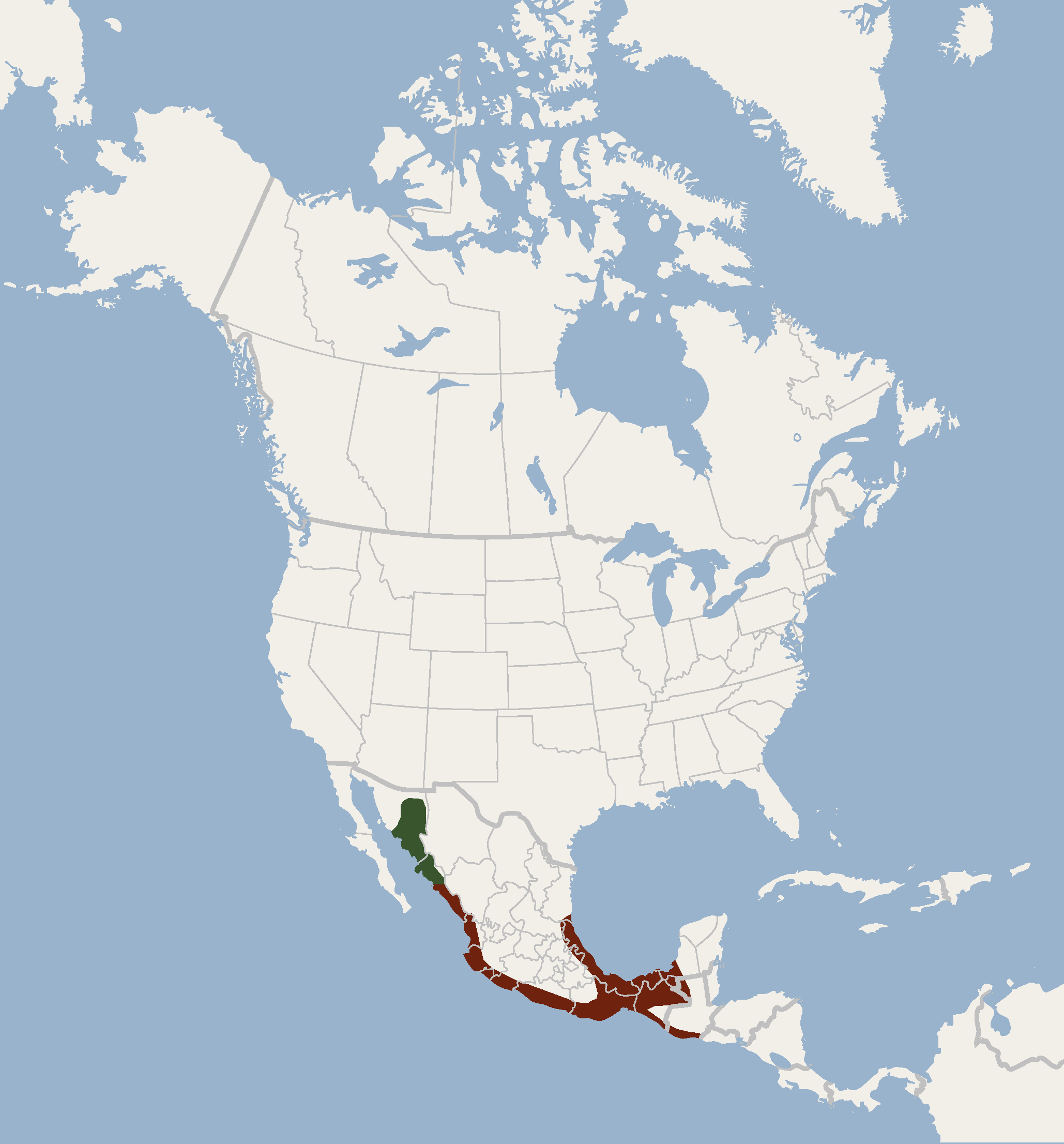
Verbreitungsgebiet des Zimtbraunen Mausohrs, farbliche Unterscheidung der Unterarten.

Das Zimtbraune Mausohr (Myotis fortidens) ist eine Fledermaus in der Familie der Glattnasen, die in Mittelamerika vorkommt.

## Merkmale
Die Art ist mit einer Kopfrumpflänge von 47 bis 63 mm, einer Schwanzlänge von 30 bis 43 mm und einem Gewicht von 5 bis 8 g ein kleiner Gattungsvertreter. Sie hat 35 bis 40 mm lange Unterarme, 7 bis 10 mm lange Hinterfüße und 13 bis 15 mm lange Ohren. Das leicht wollige Fell der Oberseite wird aus 5 bis 7 mm langen Haaren gebildet. Es ist zimtbraun bis orangegelb gefärbt. Auf der Unterseite sind die Haare nahe der Wurzel schwarz und im weiteren Verlauf weiß, was ein cremefarbenes Fell ergibt. Das Zimtbraune Mausohr besitzt schwarze Flughäute und einen dünnen Haarsaum an den Kanten der  Schwanzflughaut. Im Oberkiefer kommt vor dem normalgroßen „dritten“ Prämolar nur ein kleiner Prämolar vor, was die Art von anderen Mausohren unterscheidet. Zusätzlich sind andere gelbliche Gattungsmitglieder in Amerika auf Gebirge beschränkt.

## Verbreitung und Lebensweise
Das Verbreitungsgebiet reicht vom Westen Mexikos entlang des Golfs von Kalifornien nach Guatemala. Das Zimtbraune Mausohr hält sich im Flachland in trockenen Wäldern oder in teilweise laubabwerfenden Wäldern auf und besucht angrenzende Gebiete.
Die Art nutzt verschiedene Ruheplätze wie Höhlen, Tunnel, Reetdächer oder andere Bauwerke sowie Baumhöhlen, eingerollte Blätter (z. B. von Helikonien) oder ausgehöhlte Stängel von Disteln. Oft teilen sich wenige Exemplare ein Versteck, wobei sie etwas Abstand voneinander halten. Die Tiere fliegen meist langsam und unstet in 2 bis 4 Meter Höhe. Obwohl keine Studie zur Beute des Zimtbraunen Mausohrs vorliegt, wird angenommen, dass die Nahrung aus Insekten besteht. Laut vereinzelten Beobachtungen erfolgt die Geburt der Nachkommen im Mai.

## Status
Für den Bestand liegen keine Bedrohungen vor. Die IUCN listet die Art als nicht gefährdet (least concern).

## Belege
1. ↑  Myotis fortidens. In: Don E. Wilson, DeeAnn M. Reeder (Hrsg.): Mammal Species of the World. A taxonomic and geographic Reference. 2 Bände. 3. Auflage. Johns Hopkins University Press, Baltimore MD 2005, ISBN 0-8018-8221-4.
2. 1 2  Reid, Fiona: A Field Guide to the Mammals of Central America and Southeast Mexico. Oxford University Press, 2009, S. 149–150 (Myotis fortidens).
3. 1 2 3  Myotis fortidens in der Roten Liste gefährdeter Arten der IUCN 2017. Eingestellt von: Perez, S., de Grammont, P.C. & Cuarón, A.D., 2017. Abgerufen am 16. Februar 2018.